# Otovice (district de Náchod)
Pour les articles homonymes, voir Otovice.
Otovice (en allemand : Ottendorf) est une commune du district de Náchod, dans la région de Hradec Králové, en Tchéquie. Sa population s'élevait à 339 habitants en 2022.

## Géographie
Otovice se trouve à 6 km au sud-ouest de Broumov, à 23 km au nord-est de Náchod, à 56 km au nord-est de Hradec Králové et à 149 km à l'est-nord-est de Prague.
La commune est limitée par Broumov au nord-ouest, par Šonov au nord, par la Pologne à l'est, par Božanov au sud et par Martínkovice à l'ouest.

## Histoire
La première mention écrite de la localité date de 1300.

## Galerie

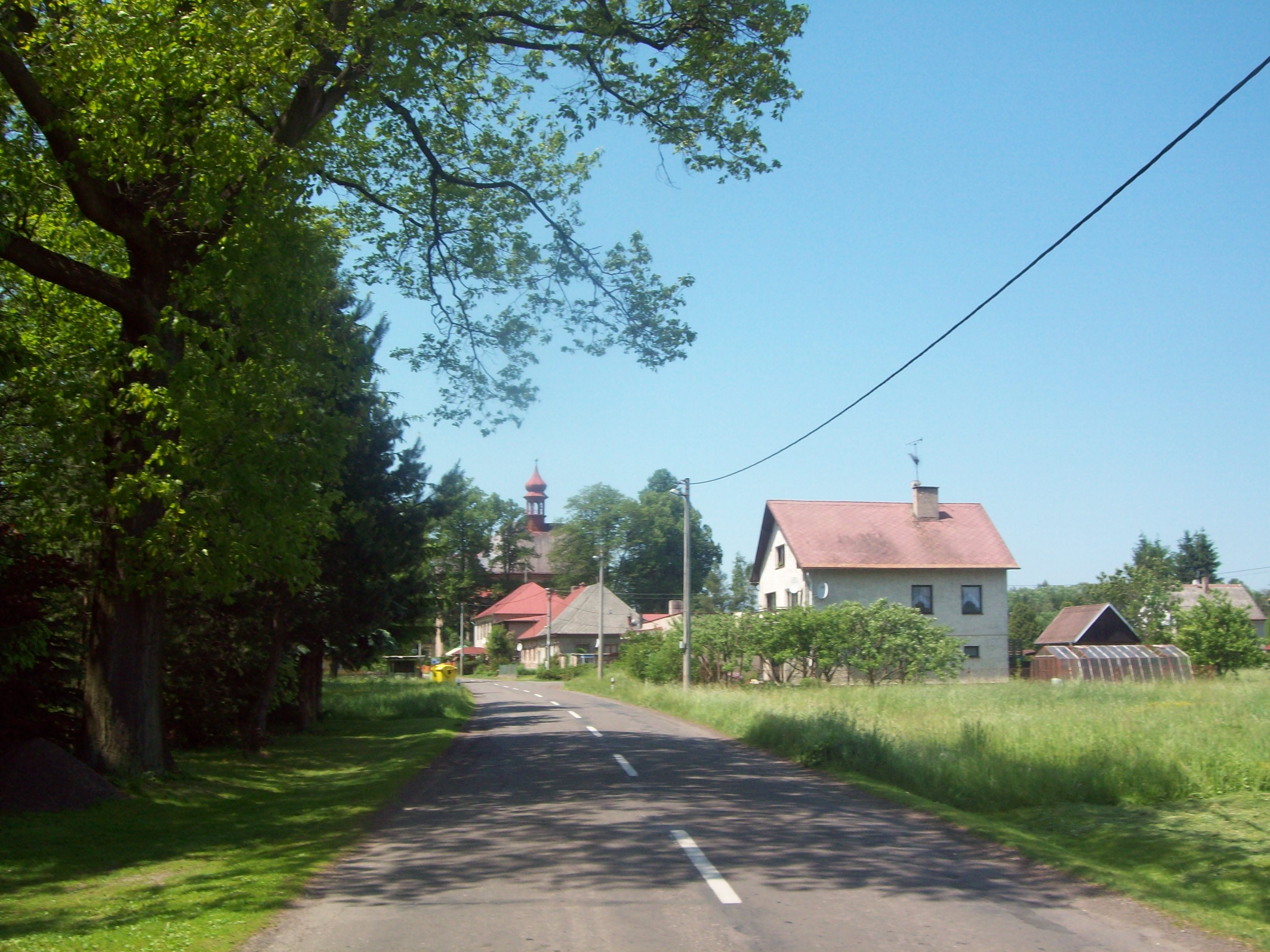
Entrée d'Otovice.
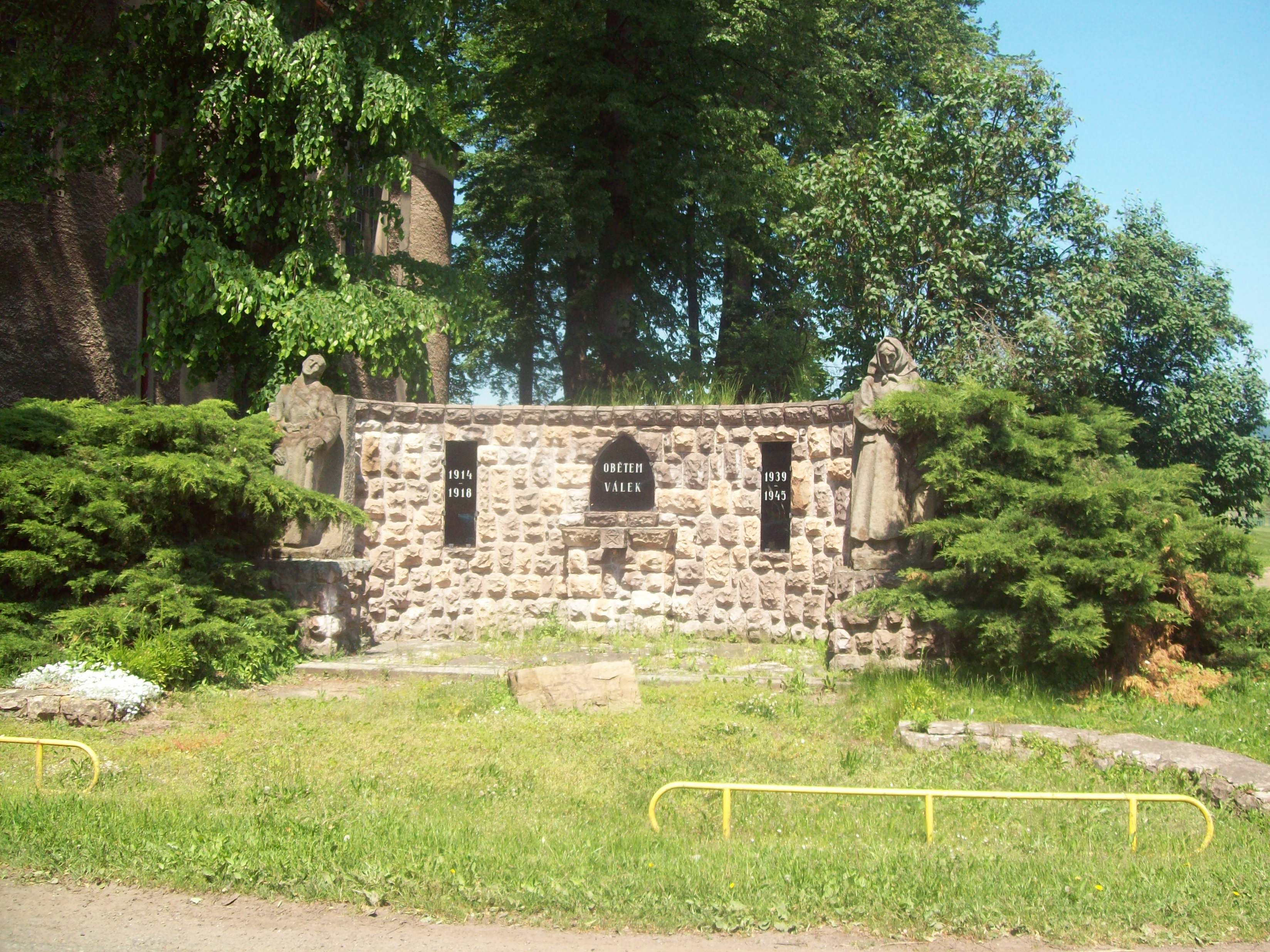
Monument aux morts.

## Transports
Par la route, Otovice se trouve à 6 km de Broumov, à 36 km de Náchod, à 80 km de Hradec Králové et à 196 km de Prague. 

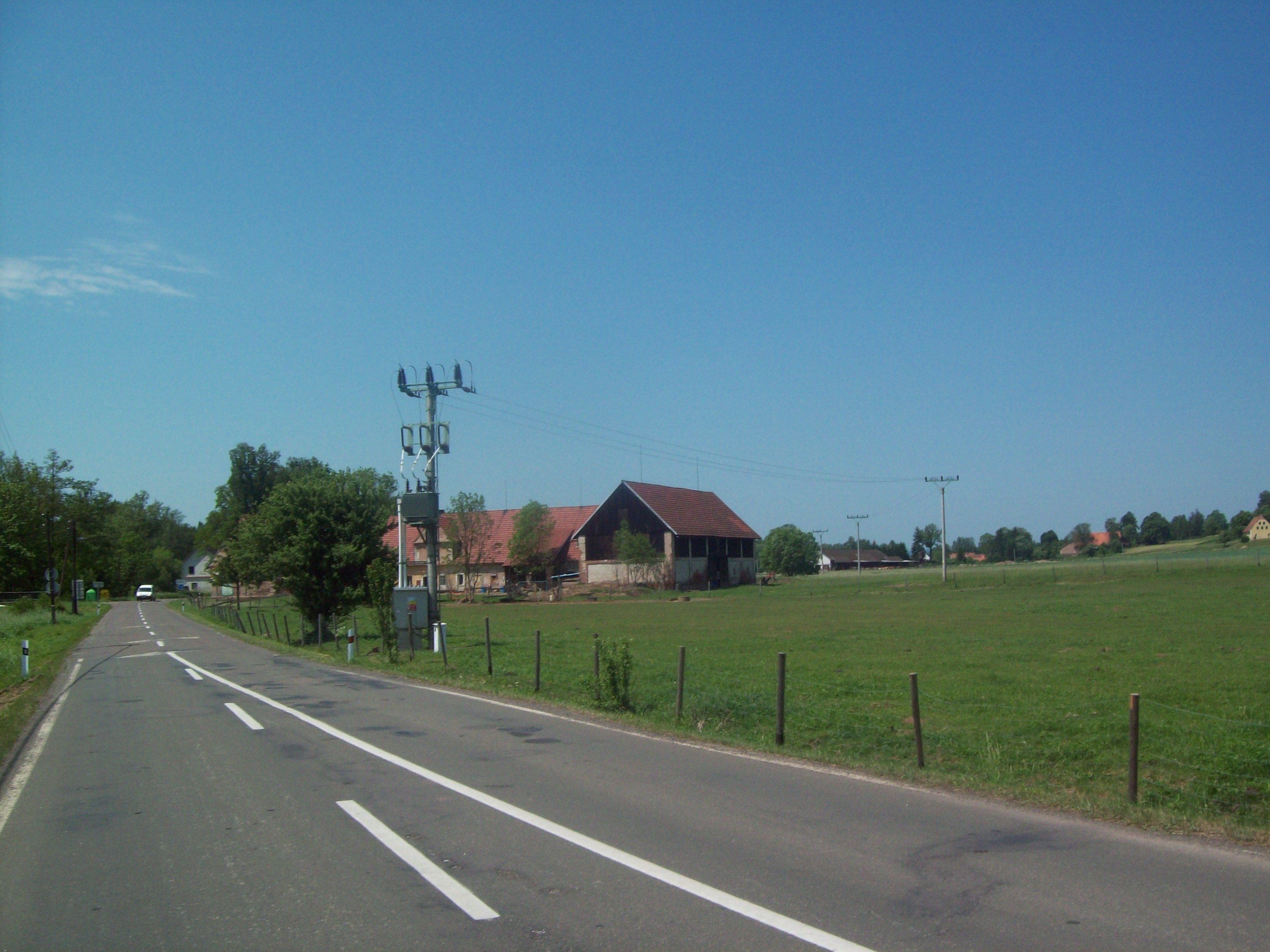
Route 302 à Otovice.